# Rabbalshede
Rabbalshede è un'area urbana della Svezia situata nel comune di Tanum, contea di Västra Götaland.
La popolazione rilevata nel censimento 2010 era di 275 abitanti .